# Gare de Pont-du-Casse
Gare de Pont-du-Casse vasútállomás Franciaországban, Pont-du-Casse településen.

## Vasútvonalak
Az állomást az alábbi vasútvonalak érintik:
- Niversac-Agen-vasútvonal

## Kapcsolódó állomások
A vasútállomáshoz az alábbi állomások vannak a legközelebb:
- Gare de Laroque